# Paso de la Cumbre
Der Paso de la Cumbre (deutsch: „Passage des Gipfels“) ist eine wenig genutzte Möglichkeit zur Querung des Hauptkammes der Anden zwischen Mendoza in Argentinien und Santiago de Chile in Chile.

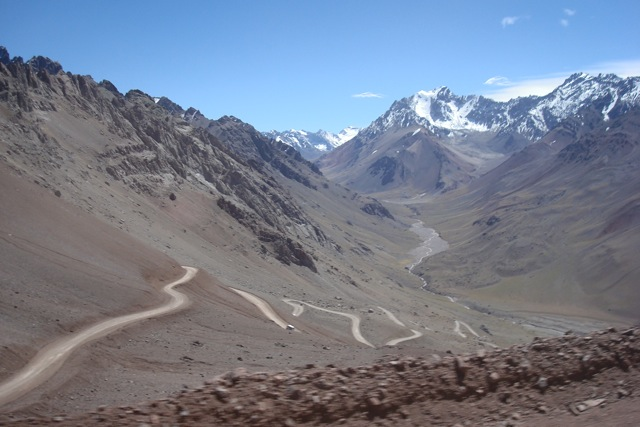
Straße zur Passhöhe auf argentinischer Seite

## Namensgebung
Der Pass ist auch unter den folgenden Namen bekannt:
- Paso Libertadores – wegen der 1817 hier erfolgten Überquerung des Gebirges durch chilenisch-argentinische Truppen unter Befehl von Juan Gregorio de Las Heras
- Paso Uspallata – nach der letzten größeren Siedlung auf argentinischer Seite
- Paso del Cristo Redentor – nach einer 1904 errichteten Christusstatue auf der Passhöhe
- Paso Iglesia – nach einer auf chilenischer Seite errichteten Kapelle
- Paso Bermejo – nach der rostbraunen Farbe der umliegenden Berge

## Lage
Der 3.834 Meter hohe Pass liegt bei 32°50′ südlicher Breite und 70°4′ westlicher Länge südlich der heute durch den Túnel del Cristo Redentor verlaufenden Ruta Nacional 7 nahe der Siedlung Las Cuevas.

## Verlauf
Der Anstieg auf argentinischer Seite erfolgt durch das Tal des Rio Mendoza, wobei an der Embalse Potrerillos die Vorgebirge der Anden erreicht werden. Noch vor Erreichen des Flusstals ergibt sich in Richtung Südwesten ein großartiger Ausblick auf den Tupungato. Bis Uspallata steigt die Straße kontinuierlich an und verläuft in Richtung Norden, wendet sich in dieser auf etwa 2.000 Meter gelegenen Gemeinde dem Verlauf des Flusses folgend nach Südwesten. Nahe der argentinischen Grenzkontrolle in Punta de Vacas gibt das Tal des Rio Tupungato letztmals einen Blick auf den gleichnamigen Vulkan frei. Die Passstraße verläuft nun parallel zur stillgelegten Eisenbahnstrecke nach Westen und passiert hierbei Puente del Inca und einen Aussichtspunkt mit Blick auf den Aconcagua, bevor er die Grenzsiedlung Las Cuevas erreicht. Während der kommerzielle Fernverkehr heute ausschließlich den Tunnel benutzt, werden Touristen nach wie vor über die zahlreichen Spitzkehren bis zur Passhöhe befördert.
Die chilenische Seite des Passes – schon aufgrund der geographischen Gegebenheiten wesentlich steiler als die argentinische – wird durch das Tal des Río Juncal gebildet; nahe Los Andes wird das Valle Longitudinal erreicht.

## Grenzkonflikt
Seit 1817 besteht ein internationaler Gebietsanspruch.